# Kelly Slater's Pro Surfer
Kelly Slater's Pro Surfer es un videojuego desarrollado por Treyarch y distribuido por Activision entre 2002 y 2003 para las consolas Xbox, PS2, GameCube y Game Boy Advance. En formato PC salió para Windows y Apple Macintosh.
Activision siguió el mismo modelo que en las series Tony Hawk's y, en esta ocasión, el histórico surfista Kelly Slater dio nombre al primer videojuego de surf. En él podemos jugar de los ya habituales modo historia y modo libre, además del modo competición, en el que podemos elegir a 9 surfistas profesionales que podrán demostrar sus habilidades en 15 de las playas más importantes y exóticas del mundo del surf (muchas de ellas pertenecientes al ASP World Tour)

## Surfistas
- Kelly Slater
- Lisa Andersen
- Tom Carroll
- Tom Curren
- Nathan Fletcher
- Donavon Frankenreiter
- Bruce Irons
- Rob Machado
- Kalani Robb
- Matías Olivera
- Agustín Aguirre
- Alex Kuesta

## Surfistas a desbloquear
- Travis Pastrana
- Tiki God
- Tony Hawk
- Surfreak

## Playas
En el modo carrera podemos surfear en los siguientes lugares:
1. Tutorial en la piscina de olas
2. Sebastian
3. Trestles
4. Mavericks
5. Antártida
6. Jaws
7. Pipeline
8. Teahupoo
9. Bells
10. Currens Point
11. Kirra
12. G-Land
13. J-Bay
14. Mundaca
15. Cortes Bank